# 西直门站
西直门站是一个位于中国北京市西城区展览路街道与新街口街道交界西直门内大街、西直门外大街、西直门南大街、西直门北大街、北京二环路交叉口西直门桥下方，属于北京地铁2号线、4号线和13号线的地铁换乘站。因所在地是原北京内城西直门原址而得名。这座地铁车站是西直门交通枢纽的一部分。
西直门站是继东直门站后北京地铁第二座实现三线换乘的车站。据统计，2013年7月西直门站日均换乘量34.4万人次，为当时北京地铁所有换乘站中换乘量最大的车站；而西直门站的进出站量在工作日和周末均排在北京地铁各站的前五位。

## 历史
西直门站的2号线、4号线车站同时建于1970年代，西直门地铁站最初属于北京地下铁道二期工程，2号线车站于1984年9月20日北京地铁二期工程（即北京地铁2号线自复兴门站，经西直门站、东直门站至建国门站区段）正式通车时投入运营。二期工程西直门站建设时为当时规划的3号线预留了完整的车站，后来由于规划调整，预留车站作为4号线车站于2009年9月28日随北京地铁4号线正式开通投入使用。13号线车站于2002年9月28日随北京地铁13号线西段线路（西直门站至霍营站区段）开通投入运营。

## 位置
西直门站的2号线、4号线车站位于西直门外大街－西直门内大街与西直门南大街－德胜门西大街（二环路）、西直门北大街、交汇处的西直门立交桥区地下。2号线车站沿二环路呈南北向布置，4号线车站沿西直门外大街呈东西向布置，两线车站呈“十”字形交叉。13号线车站在2号线、4号线车站西北侧，位于国铁北京北站的西侧，毗邻西环广场之间，为南北纵向尽端式高架车站，呈大致偏向西北–东南向布置。

## 车站构造
西直门站为2、4、13号线三条线路的换乘车站。

### 楼层分布
| 地上三层 13号线站台层                    | 備用站台                          | 暫不使用 |
| 地上三层 13号线站台层                    | 島式站台，僅供下車使用            | |
| 地上三层 13号线站台层                    | 13号线往东直门（大钟寺）          | |
| 地上三层 13号线站台层                    | 島式站台，僅供上車使用            | |
| 地上三层 13号线站台层                    | 13号线往东直门（大钟寺）          | |
| 地上三层 13号线站台层                    | 側式站台，僅供下車使用            | |
| 地上二层 13号线站厅层                    | 站厅                              | 连接西环广场物业、票务服务、自动售票机、一卡通充值、退卡                                                                         |
| 地面层 出入口层                          | 出入口                            | B、C、D出入口 E、F出入口、连接西环广场物业、北京北站地面售票厅及高速铁路候车室                                                   |
| 地面层/地下一层 2、4号线站厅层、换乘厅层 | 站厅、换乘通道                    | A1、A2出入口、连接西环广场物业、北京北站地下自助售票厅、出站口及市郊铁路怀柔-密云线进站口 票务服务、自动售票机、一卡通充值、退卡 |
| 地下二层/三层 2、4号线端头站厅层         | 站厅、换乘通道                    | |
| 地下三层 2号线站台层                     |                                   | 2号线外環（车公庄） |
| 地下三层 2号线站台层                     | 岛式月台，左側開门                | |
| 地下三层 2号线站台层                     | 2号线內環（积水潭）               | |
| 地下四层 4号线站台层                     |                                   | 4号线往安河桥北（动物园） |
| 地下四层 4号线站台层                     | 岛式月台，左側開门                | |
| 地下四层 4号线站台层                     | 4号线往天宫院（大兴线）（新街口） | |

### 站厅及站台配置
西直门站各个组成部分分布在七层中，其中地上三层、地下四层。
2号线和4号线车站均为地下车站，2号线车站在上（地下三层），4号线车站在下（地下四层），均为端头厅岛式站台设计。站台中部有两线之间换乘楼梯，两线车站4个端头厅通过四段通道相连形成环形换乘通道，并连接四个方向的地面出入口，在环形通道西北方向连接位于地下一层的换乘大厅通向13号线车站。
13号线车站为地上三层高架车站，站台层在地上三层，为两岛一侧三线站台，西班牙式布局，由其它两条线路转乘13号线（始发）的旅客上到中间的岛式站台，而由13号线（终到）到来的旅客则在两边的侧式站台下车出站或换乘，地上二层为站厅层，地面首层为出入口。13号线北端月台站前分别设有一条单渡线及交叉渡线，供13号线所有列车进行站前折返。13号线车站站台通过连续通道连接位于地下一层的换乘大厅，再与2号线、4号线车站由换乘通道相连。13号线车站内有一卡通充值/退卡点。

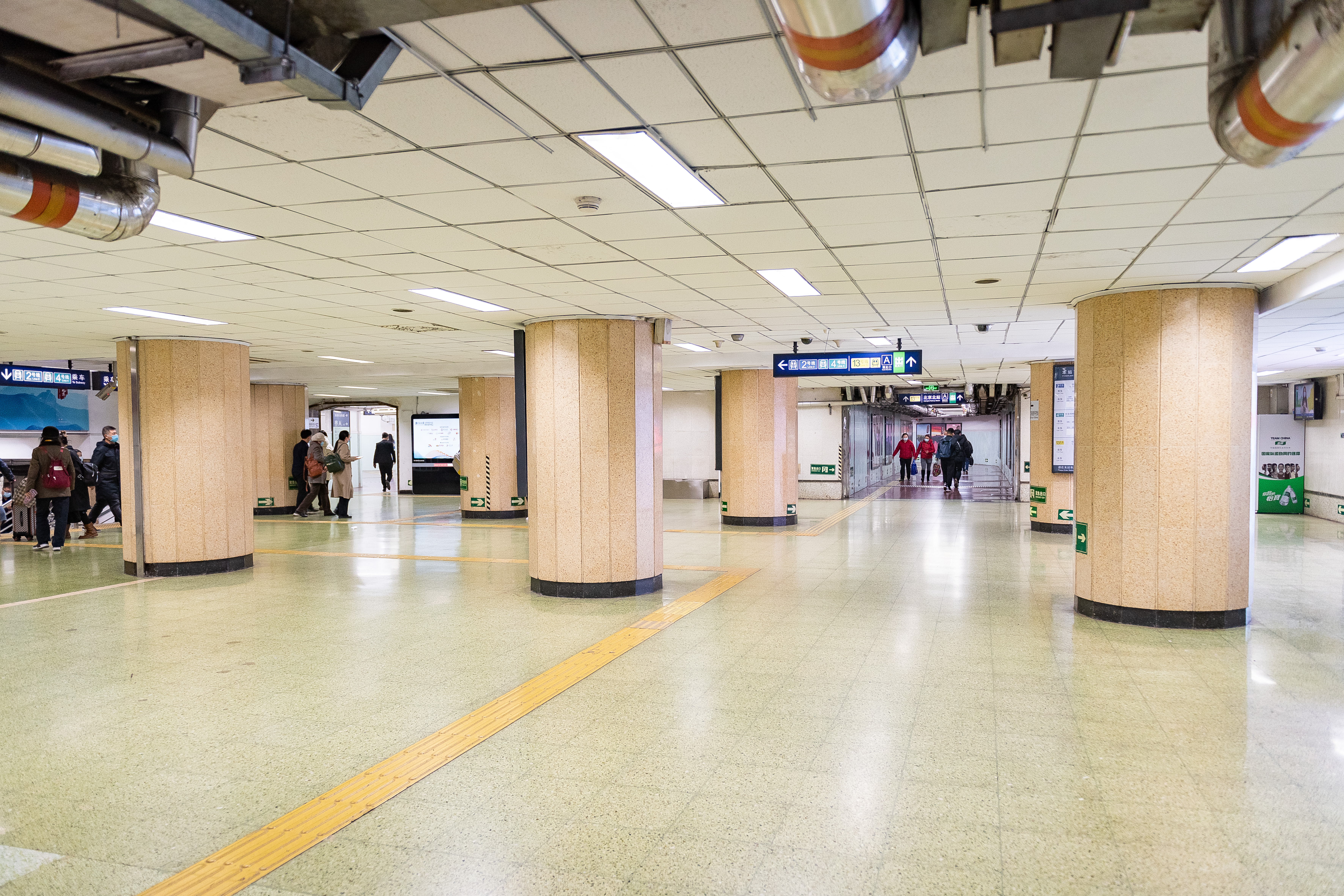
2号线北站厅（2021年3月摄）
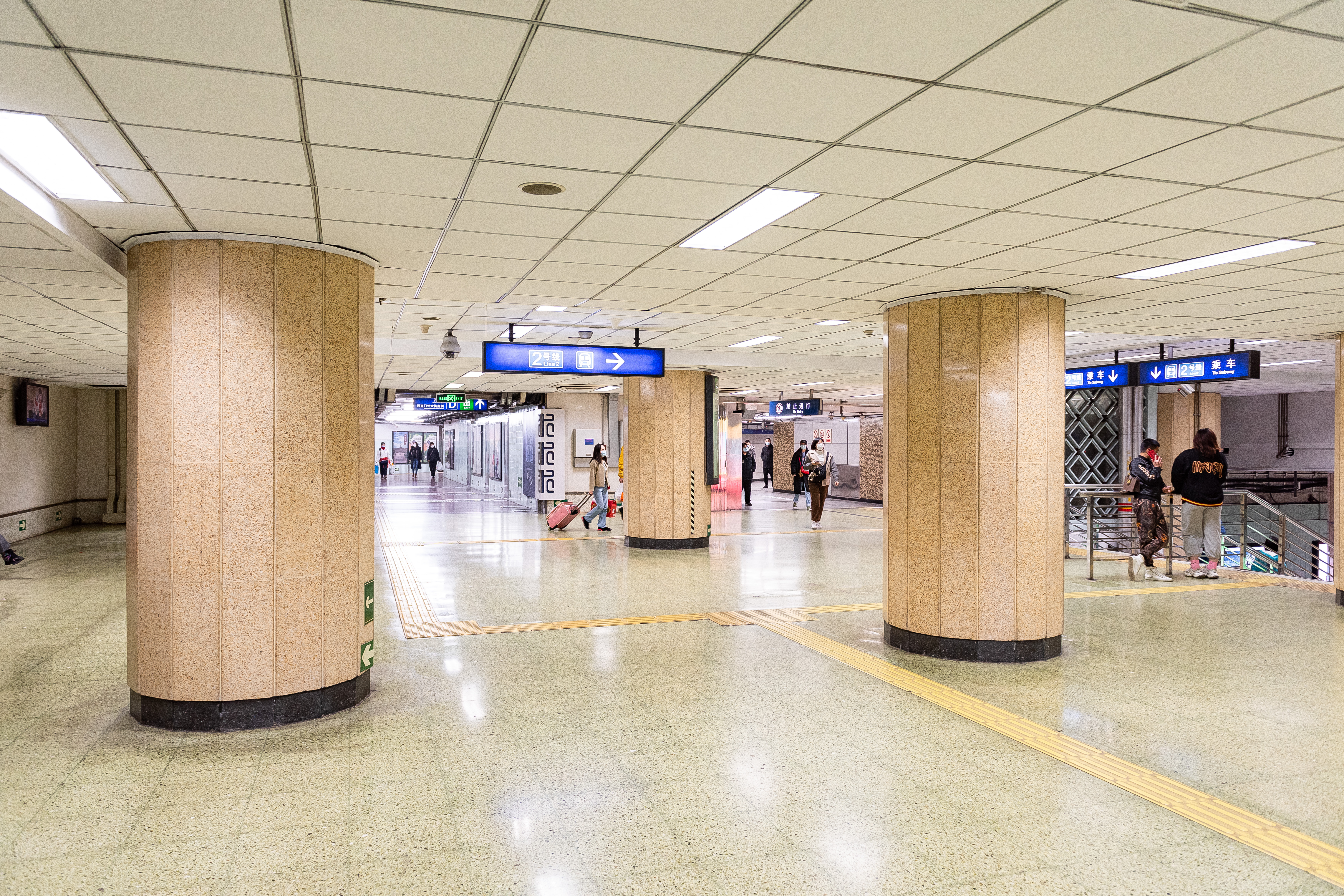
2号线南站厅（2021年3月摄）
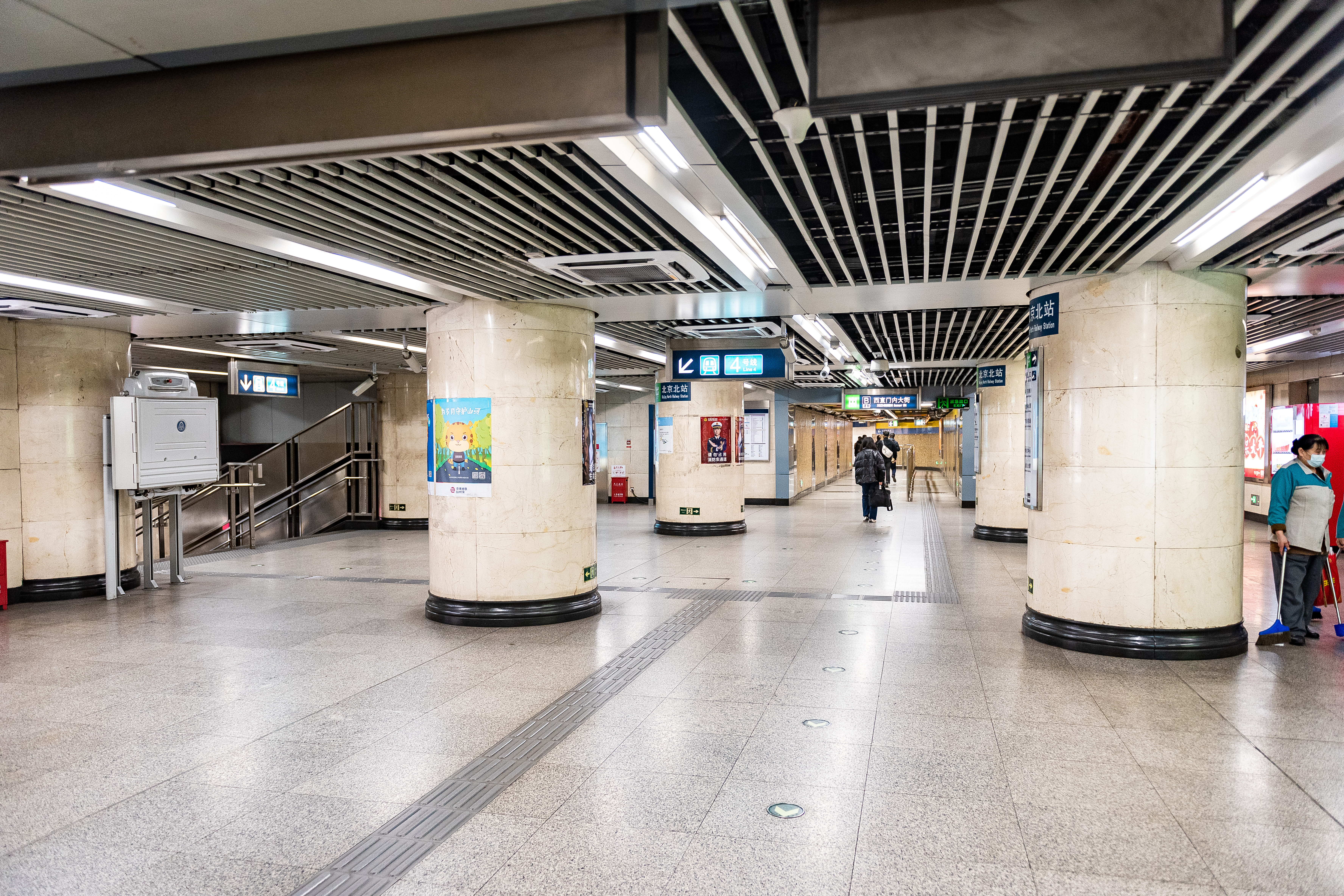
4号线东站厅（2021年3月摄）
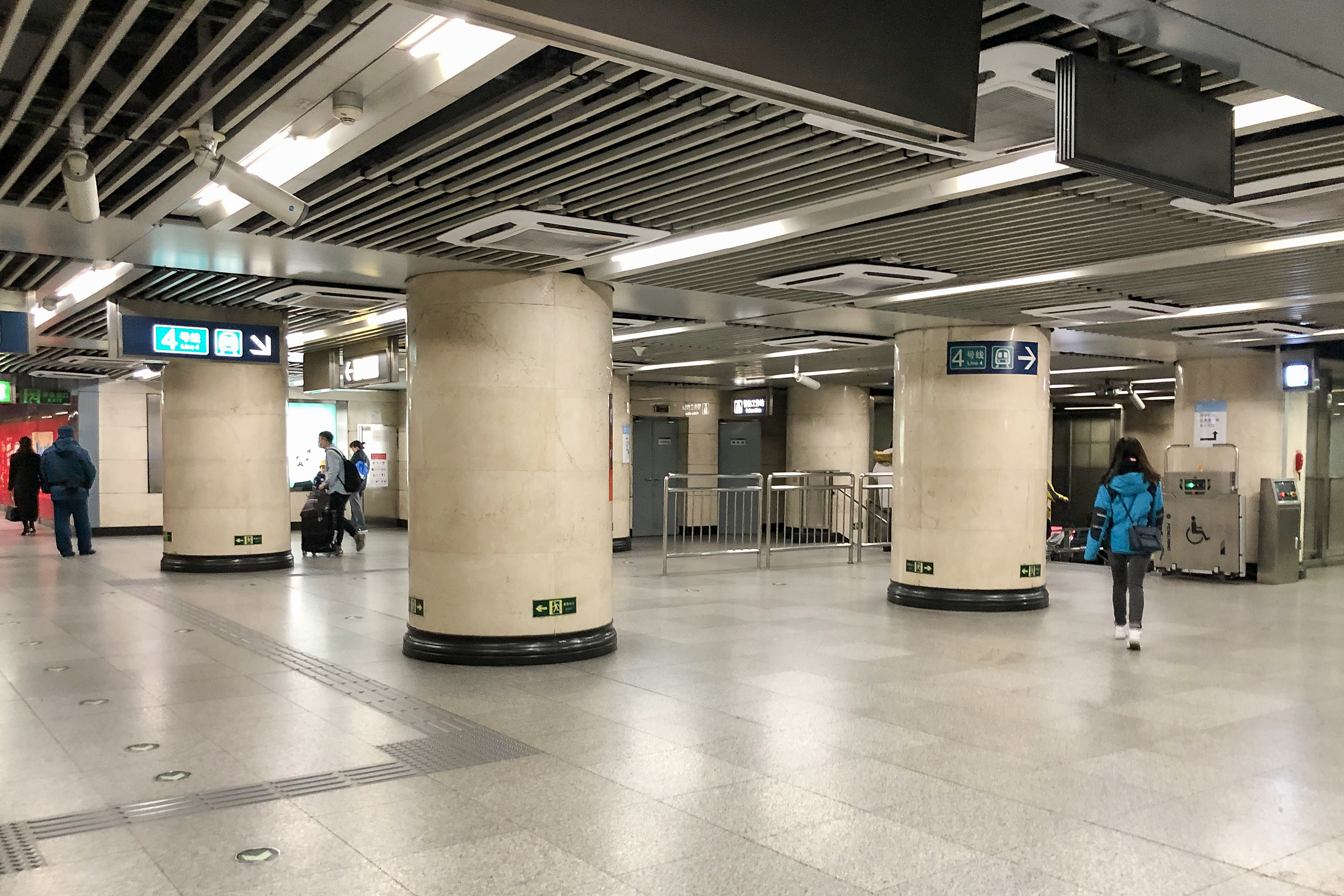
4号线西站厅（2021年3月摄）
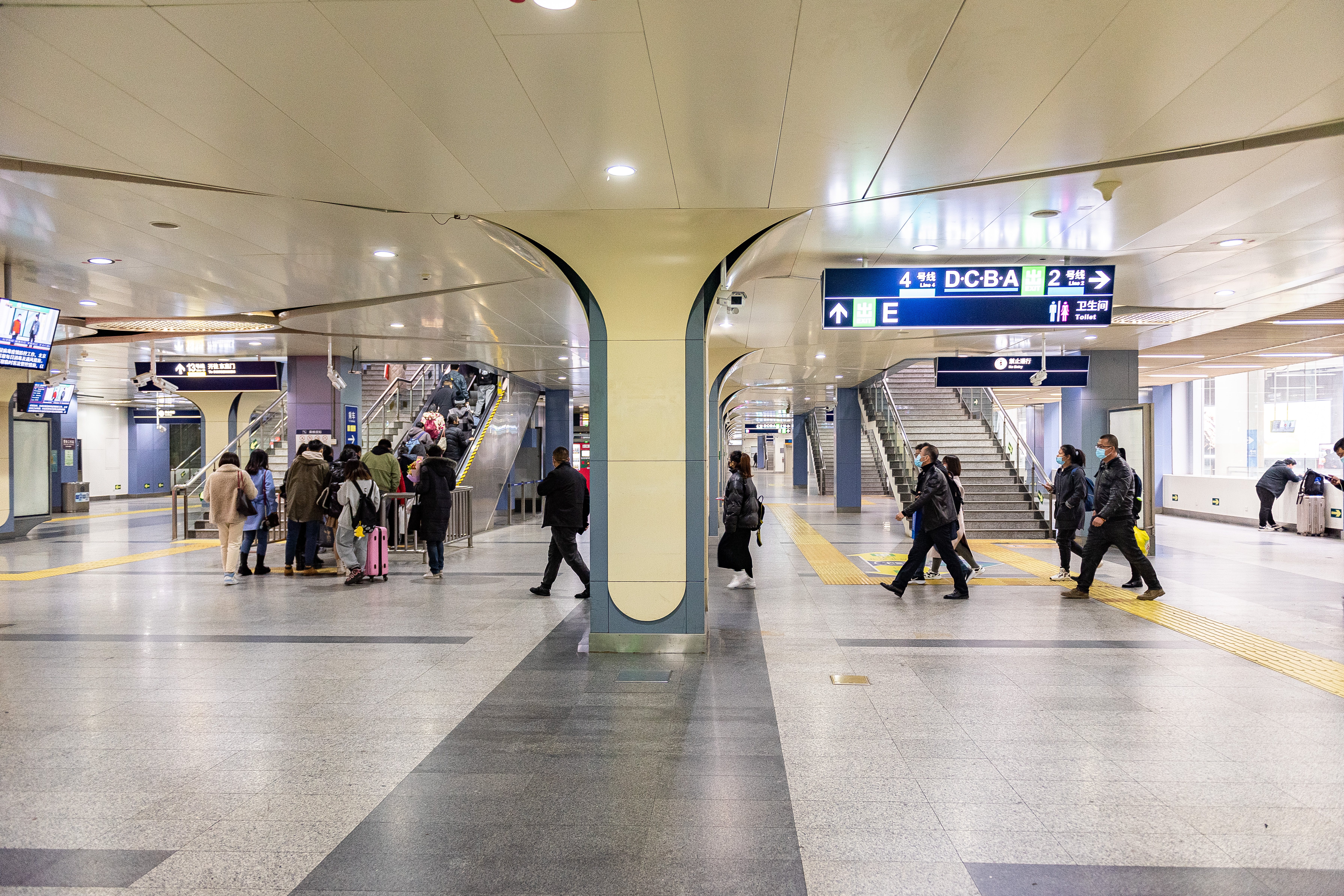
13号线站厅（2021年3月摄）

由于2号线和13号线都是早期建成的地铁线路，在开通投入使用时站台都没有安装屏蔽门，只有4号线车站开通投入使用时站台安装了屏蔽门。13号线、2号线西直门站分别在2013年、2017年安装启用了半高安全门。
地铁2号线西直门站内环、外环站台分别装饰有名为《燕山长城图》和《大江东去图》的壁画，这两幅壁画均由张仃主持设计。
2023年8月，由于早期建设的4号线站台无法安装扶梯和直梯，且携带大件行李的乘客较多，4号线西直门站在站台及换乘通道的步梯处各增设一条行李坡道。

### 换乘

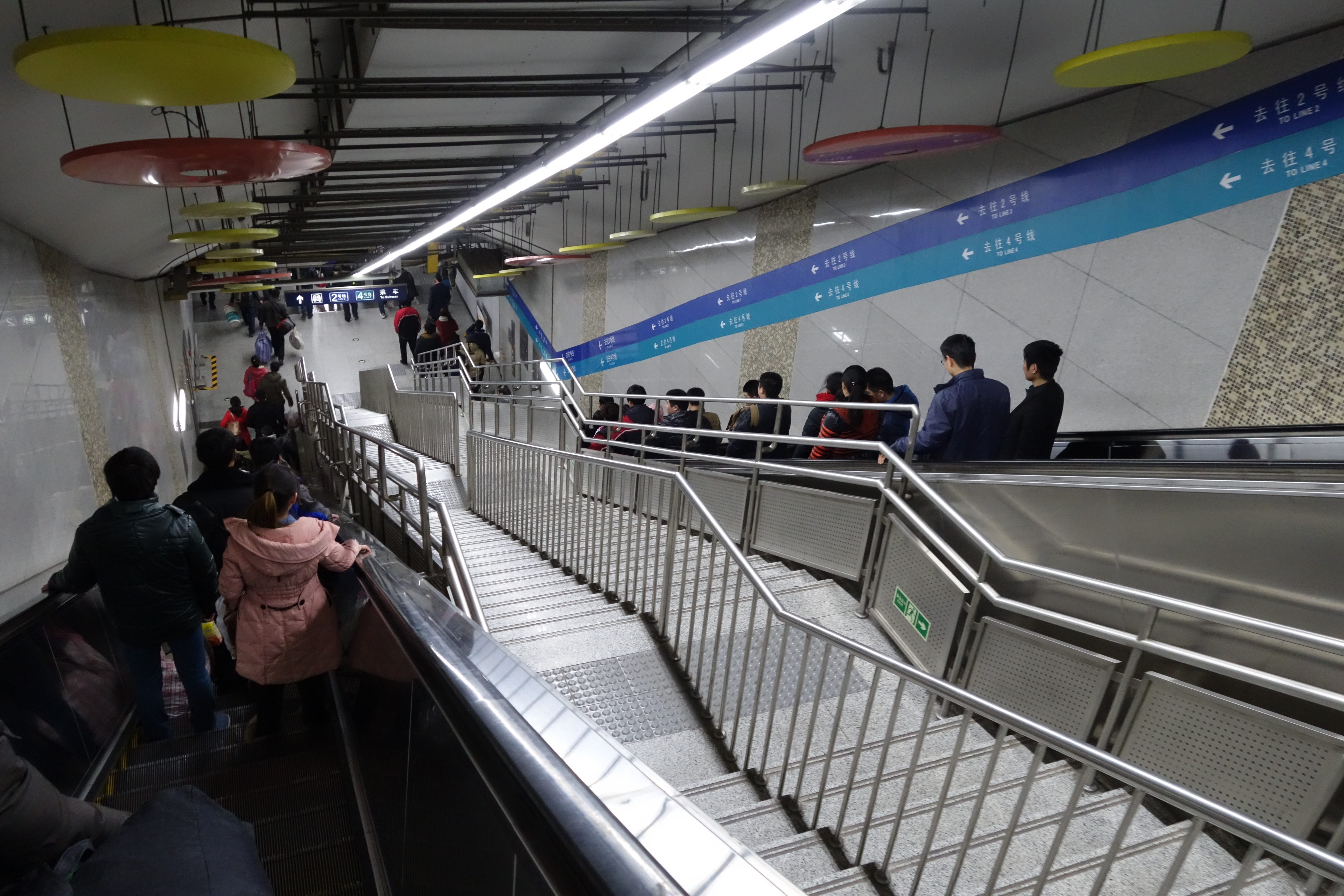
西直门站中换乘2、4号线的通道（2014年1月摄）

西直门站可以在2号线、4号线和13号线之间换乘。13号线车站同2号线、4号线车站之间换乘距离很长，2号线同4号线车站之间换乘距离较近。早期由于与13号线车站换乘通道建设滞后，换乘需绕行，曾有过最“复杂”换乘站的名声。
西直门站最初13号线与2号线之间换乘需出站到地面再由出入口进站，故两站间换乘当作两段车程，乘客需另缴费。
2号线与13号线换乘的通道是2008年建成的（当时地铁4号线未开通），启用地下一层换乘大厅，自此西直门站2号线换13号线才能在站内换乘。自2009年9月1日开始，为配合地铁4号线开通运营，13号线换乘2号线的路径方向进行相应调整。 但由于客流量大，为了限流西直门部分换乘电梯被关闭。

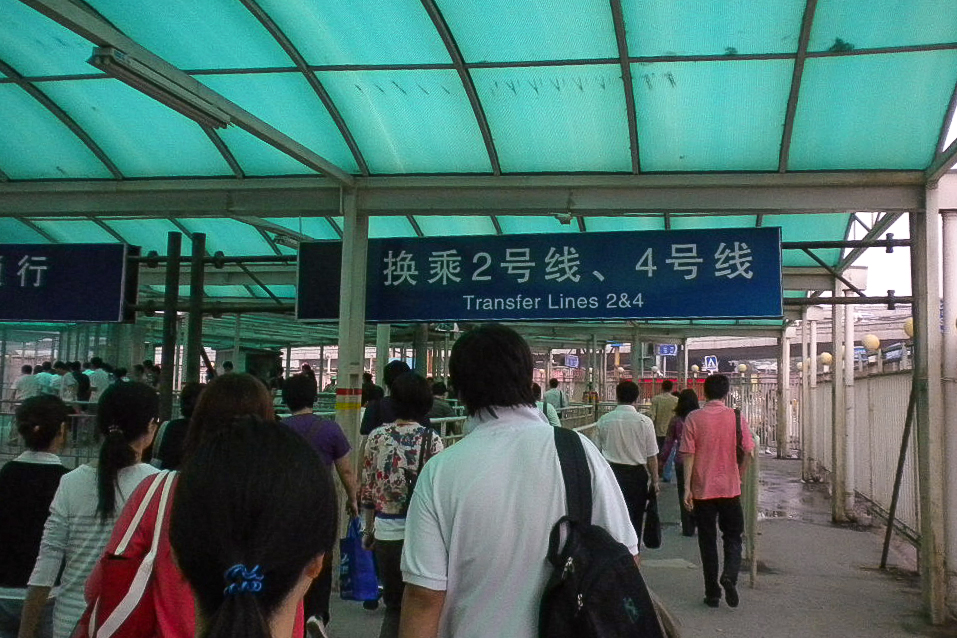
西直门站在4号线开通初期的站外换乘通道（2010年5月摄）
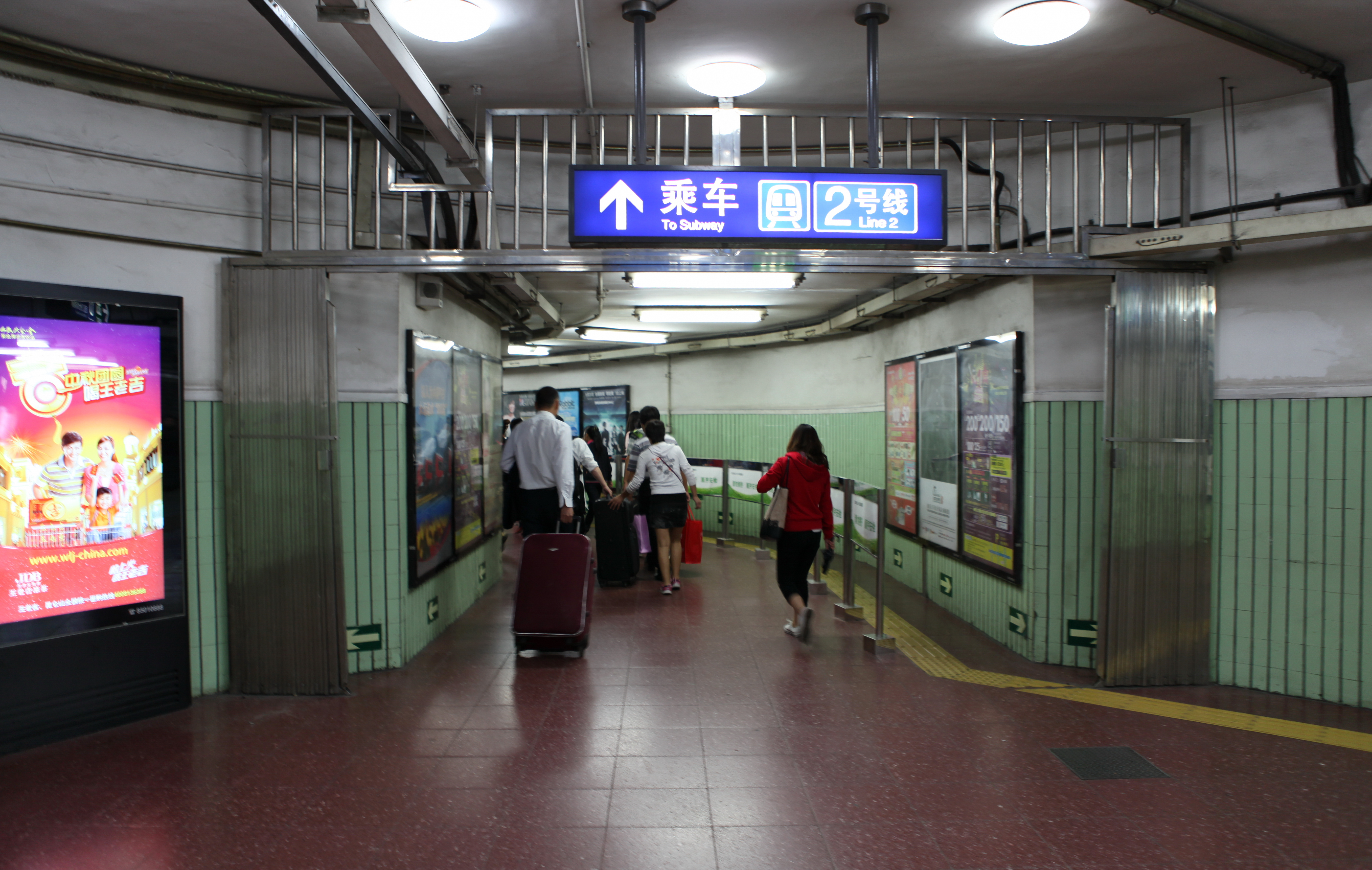
西直门站环形换乘通道（2011年9月摄）
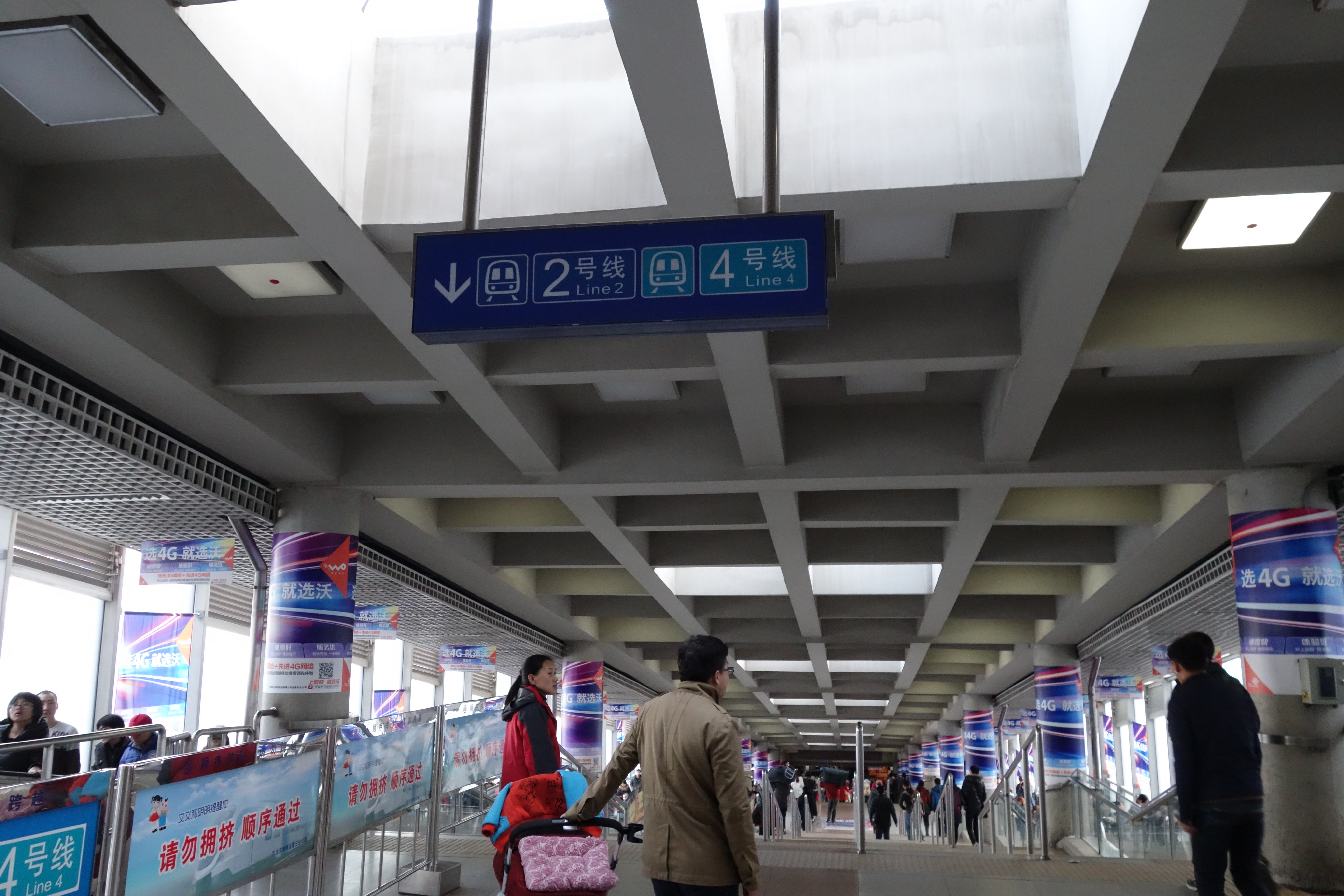
西直门站长换乘通道（2014年1月摄）
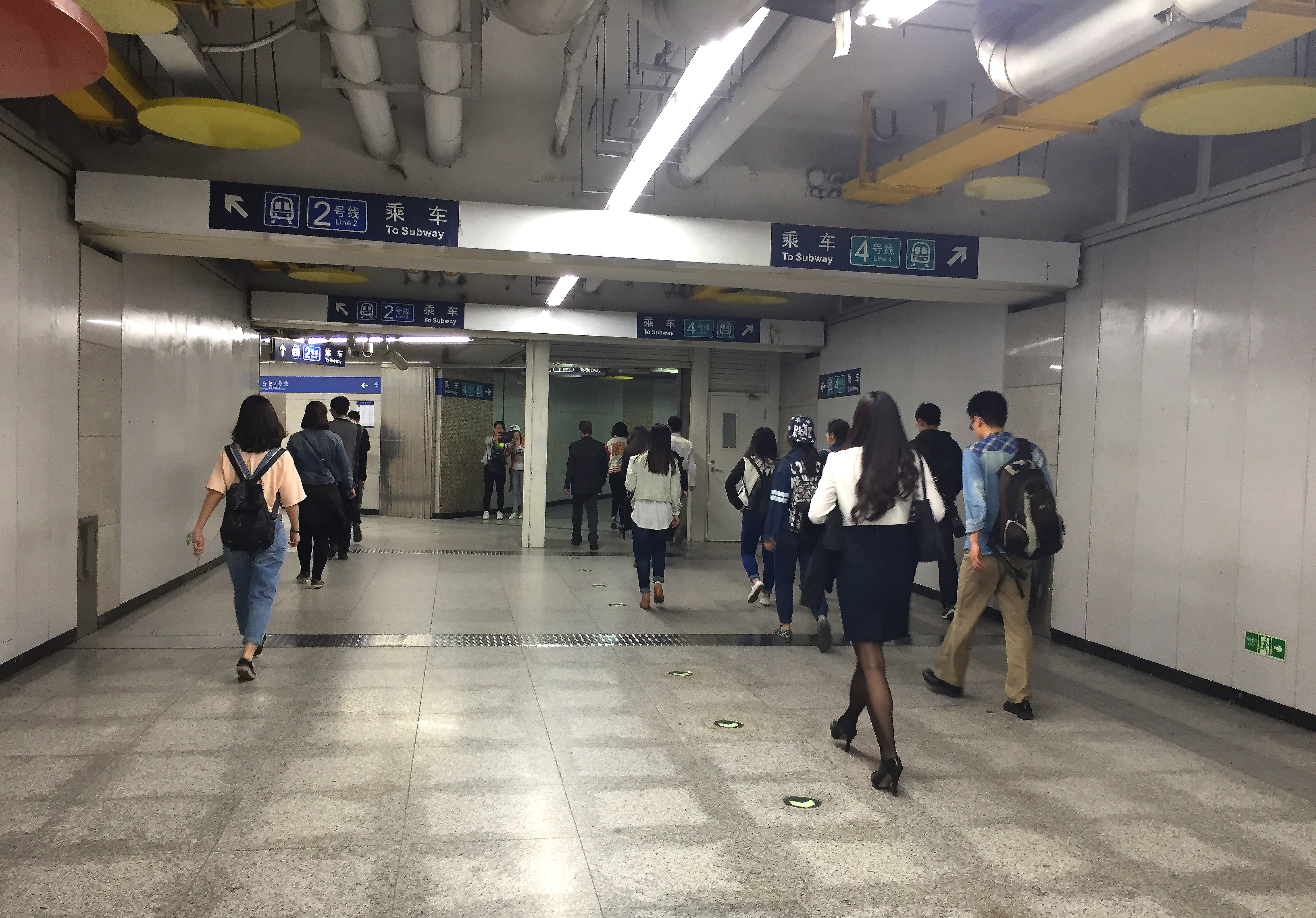
西直门站2号线与4号线换乘通道的分歧点（2016年4月摄）
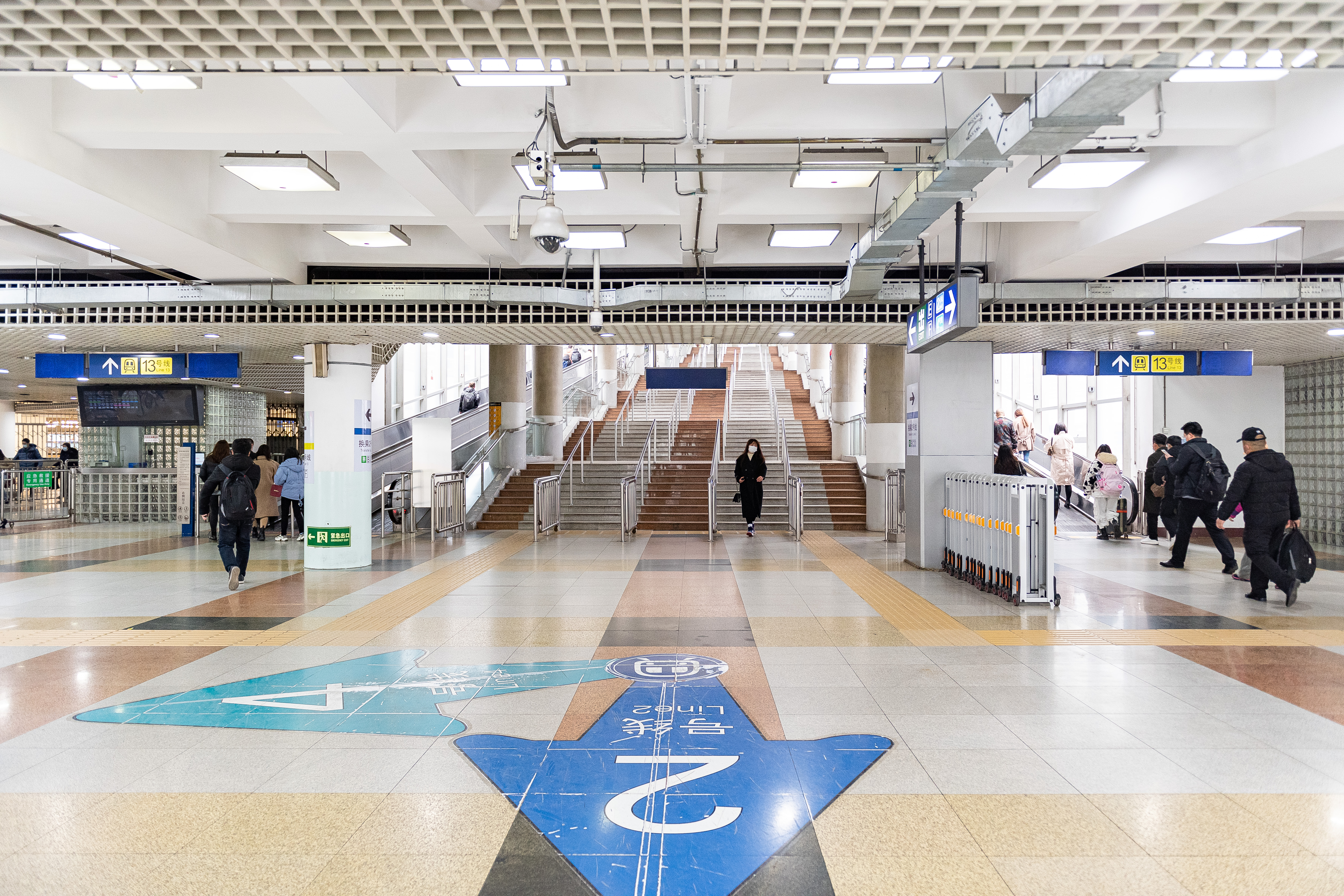
西直门站换乘大厅（2021年3月摄）

2011年9月24日，地铁西直门站在既有的两条换乘通道基础上再开通一条直接至换乘大厅新的换乘通道。至此，13号线换乘2号线、4号线时不再经地面，告别站外绕行，西直门站所有换乘都在站内进行。
2号线换乘4号线，由2号线站台中部换乘楼梯直接下到4号线站台，此换乘路径最短。
4号线换乘2号线，由4号线东端站厅经过东南方向环形通道到达2号线南端站厅。
2、4号线换乘13号线，往西北方向通道到达地下一层换乘大厅，再进入13号线站厅，13号线换乘2、4号线则需经地下一层换乘大厅前往2号线南站厅或4号线西站厅。
西直门站换乘客流巨大，另外由于2号线建设年代较早换乘通过能力不足，为引导乘客在换乘通道单向流动，换乘有方向限制，不得逆行，以免双方向大客流相互冲击。西直门地铁站换乘比较复杂，客流量大时还要设立导流围栏蛇形缓冲区，对于不熟悉的乘客感觉如同迷宫。2021年2月，西直门站换乘厅西侧第2部人行步道全天时段开启下行方向。

## 出入口

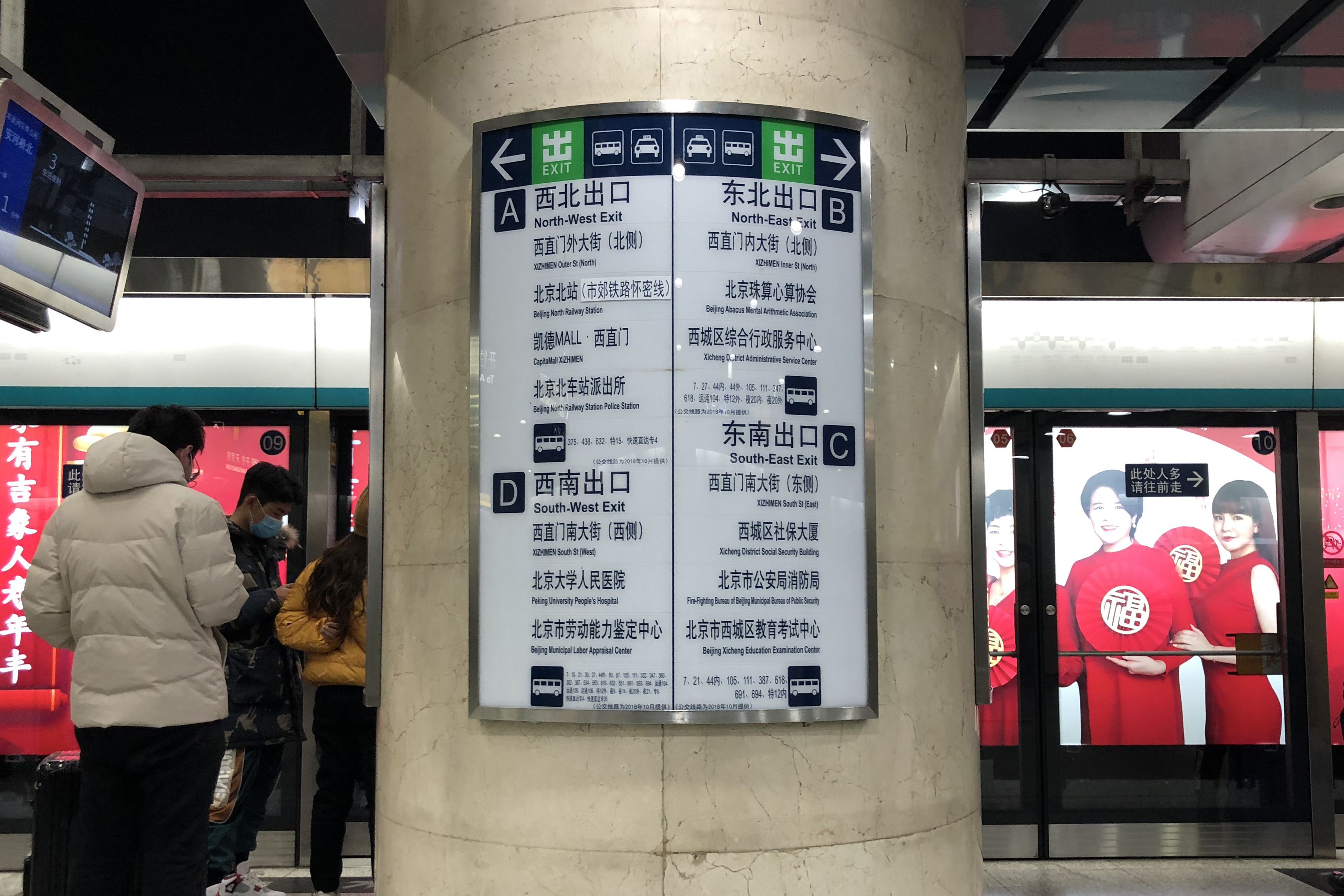
4号线站台柱上的出口信息牌，其中“北京北站”一栏加注“市郊铁路怀密线”（2021年2月摄）

2号线、4号线车站一共有5个出入口：A1、A2（西北）、B（东北）、C（东南）、D（西南）。
13号线车站有2个出入口：E（北）、F（南），各分为两个分支出入口（即E1、E2、F1、F2）。
|                             |              | |      |            |
|                             |              | |      |            |
|                             |              | |      |            |
| 编号                        | 指示         | 建议前往的目的地 | 照片 | 无障碍设施 |
| 连通 2号线 4号线站厅        |              | |      |            |
| 出口 · A · 1                | 北京北站     | 西直门外大街（北侧）、北京北站（市郊铁路怀密线）、凯德MALL·西直门                                                                     |      | 不適用     |
| 出口 · A · 2                | 北京北站     | 西直门外大街（北侧）、北京北站（市郊铁路怀密线）、凯德MALL·西直门                                                                     |      | 不適用     |
| 出口 · B                    | 西直门内大街 | 西直门内大街（北侧）、西城区综合行政服务中心、北京市财政教育培训中心、枫蓝国际购物中心、中材集团、华电工程大厦、玉桃园、桦皮厂胡同    |      | 不適用     |
| 出口 · C · 轮椅升降台标志   | 西直门南大街 | 西直门南大街（东侧）、社保大厦/西城区环保局、西城区地税局稽查局、北京市公安局消防局、北京市司法局、北京市西城区教育考试中心、成铭大厦 |      |            |
| 出口 · D                    | 西直门南大街 | 西直门南大街（西侧）、北京大学人民医院、展览路医院、西城区外国语学校（初中部）、北京市交通执法总队、中仪大厦、地铁大厦                |      | 不適用     |
| 连通 13号线站厅             |              | |      |            |
| 出口 · E · 1                |              | 高粱桥路、北京北站、凯德MALL·西直门                                                                                                   |      | 不適用     |
| 出口 · E · 2                | 北京北站     | 高粱桥路、北京北站、凯德MALL·西直门                                                                                                   |      | 不適用     |
| 出口 · F · 1                |              | 高粱桥路、西直门外大街、凯德MALL·西直门                                                                                               |      | 不適用     |
| 出口 · F · 2                | 北京北站     | 高粱桥路、西直门外大街、凯德MALL·西直门                                                                                               |      | 不適用     |
| 註： 設有 \| 設有輪椅升降台 |              | |      |            |

## 未来发展
作为13号线拆分改造工程的一部分，18号线将在西直门外大街与高梁桥路交叉口西北角新建地下车站。